# Дащенки (заказник)
Даще́нки — ботанічний заказник місцевого значення в Україні. Розташований у межах Варвинського району Чернігівської області, на схід від села Дащенки. 
Площа 395 га. Статус присвоєно згідно з рішенням Чернігівського облвиконкому від 04.12.1978 року № 529; від 27.12.1984 року № 454; від 28.08.1989 року № 164. Перебуває у віданні ДП «Прилуцьке лісове господарство» (Варвинське л-во, кв. 35-44). 
Статус присвоєно для збереження лісового масиву з високопродуктивними насадженнями дуба. У домішку — липа, горіх, плодові види.
В трав'яному покриві зростають яглиця звичайна, зірочник лісовий, хвощ лісовий, копитняк європейський, медунка темна, первоцвіт весняний, перестріч гайовий. Трапляються види орхідних, занесені до Червоної книги України: любка дволиста, коручка морозникова, гніздівка звичайна.

## Галерея

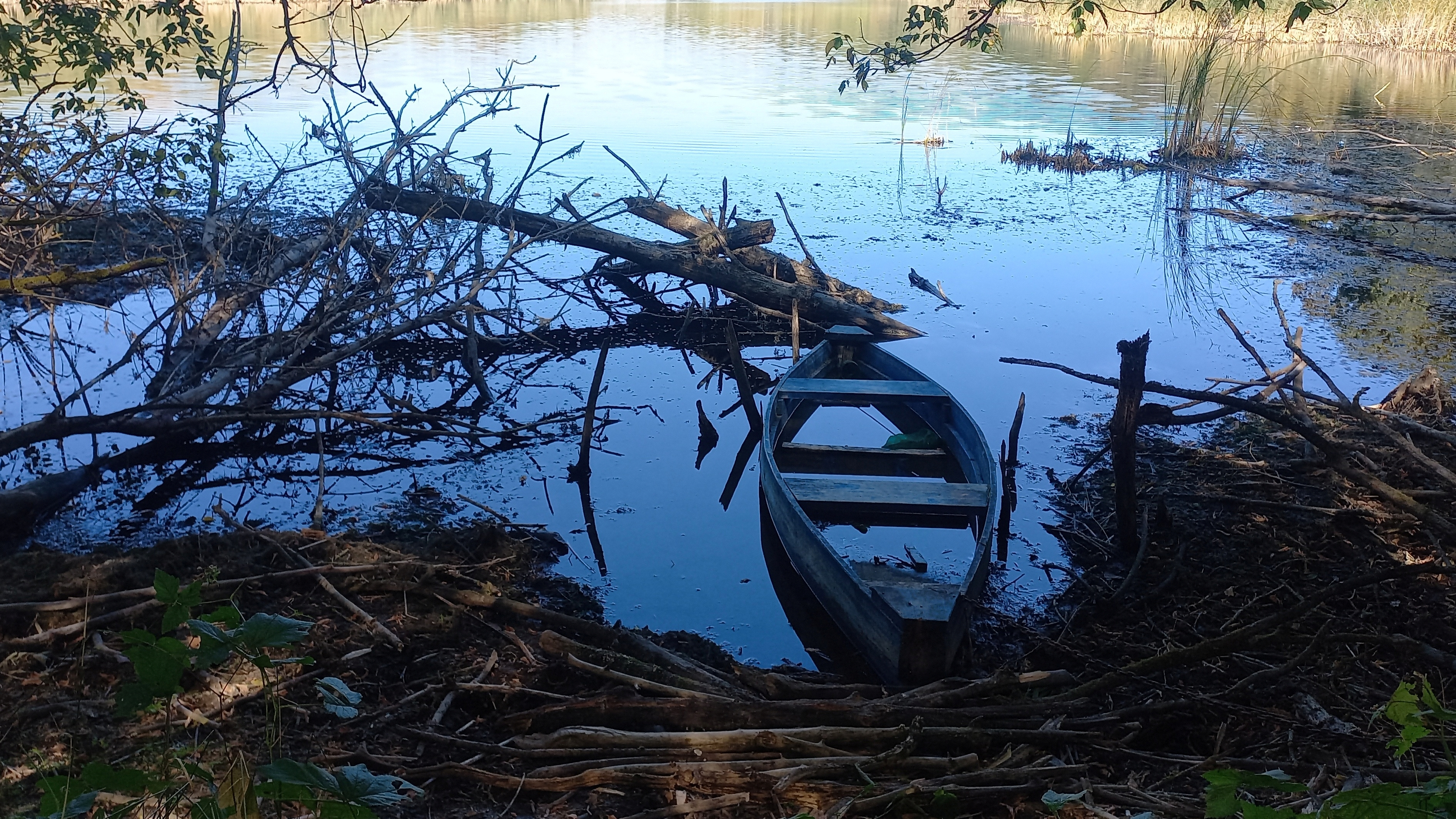
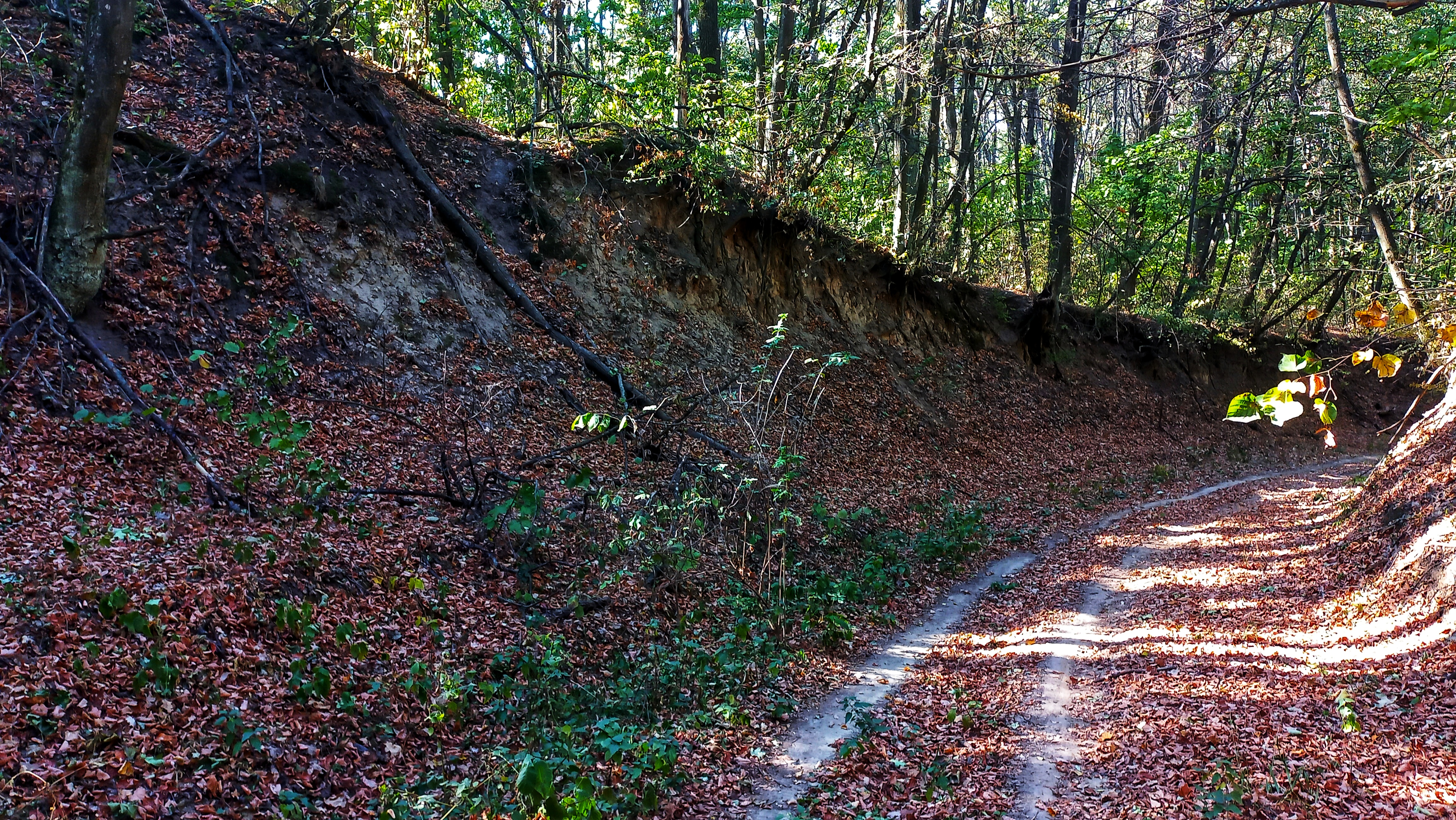
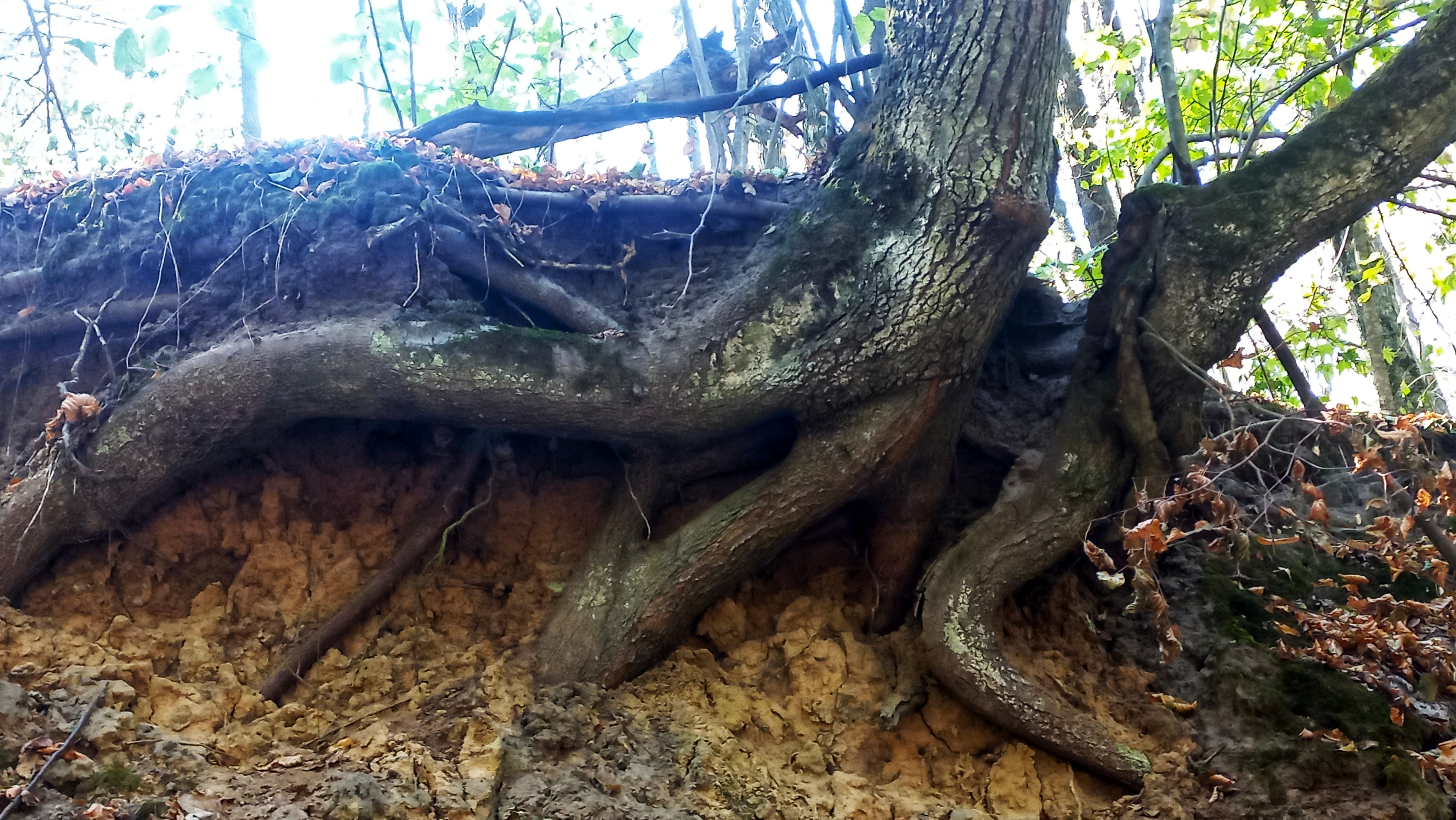
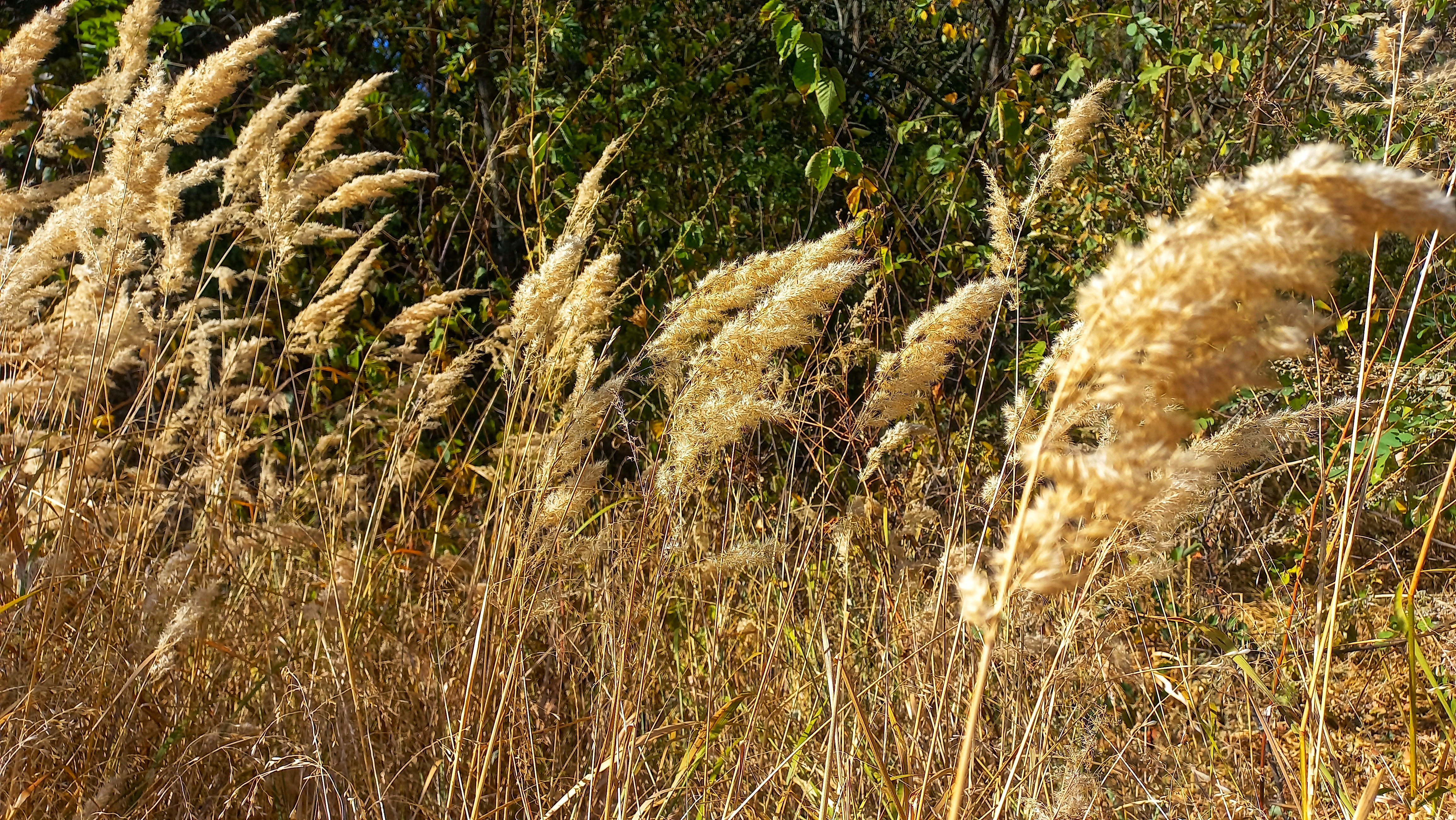
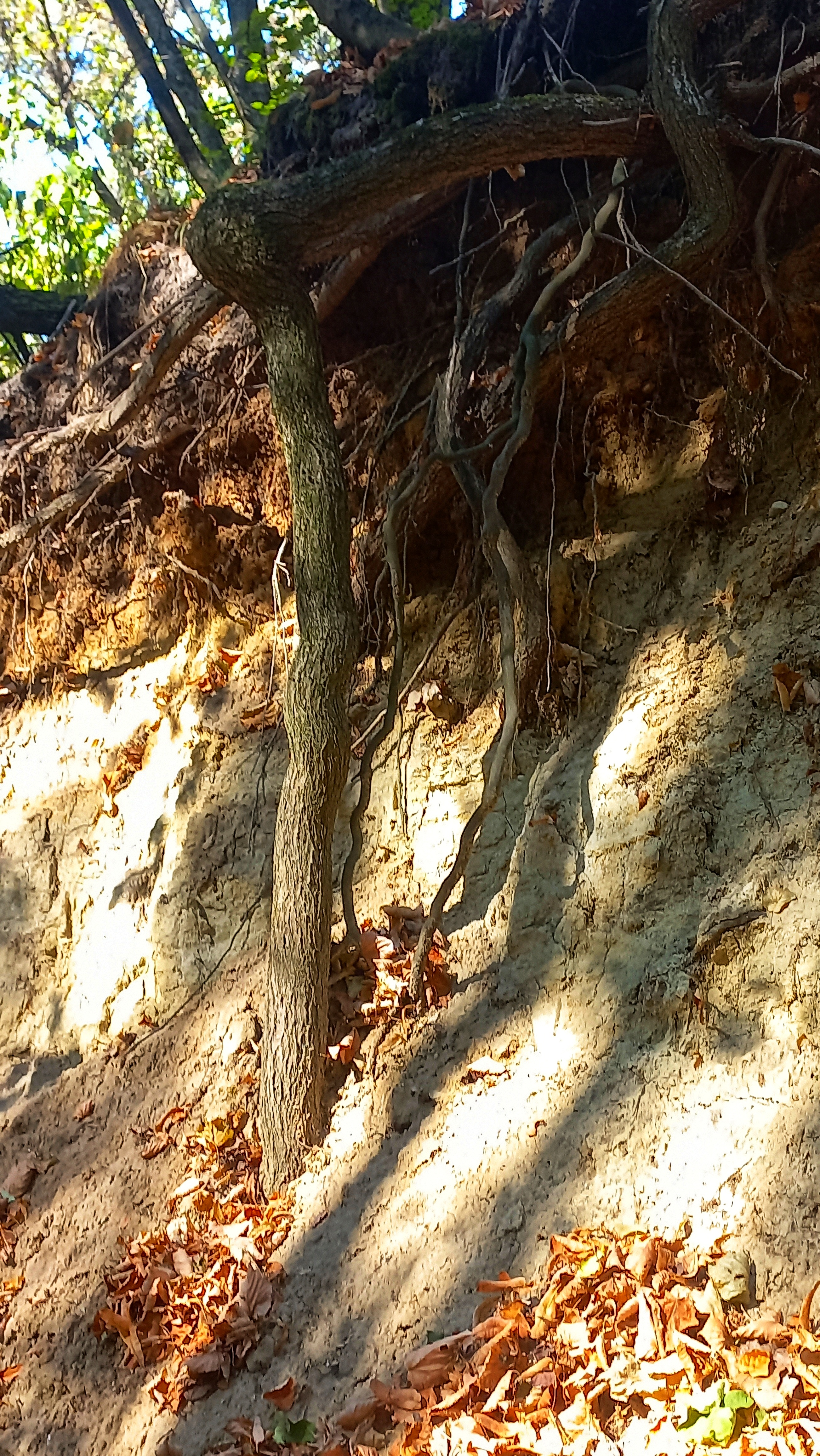
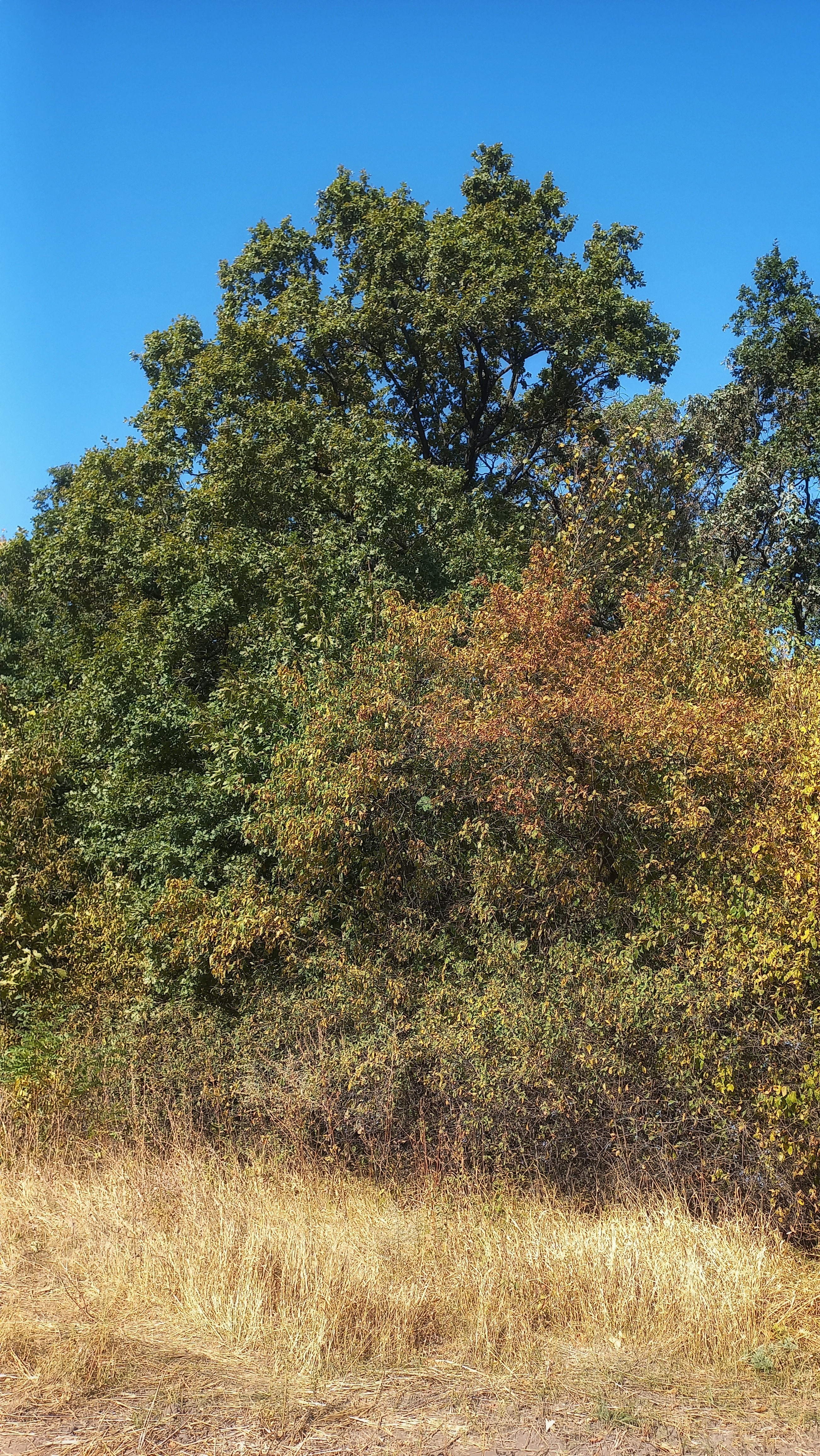